# 丹尼斯大卫城

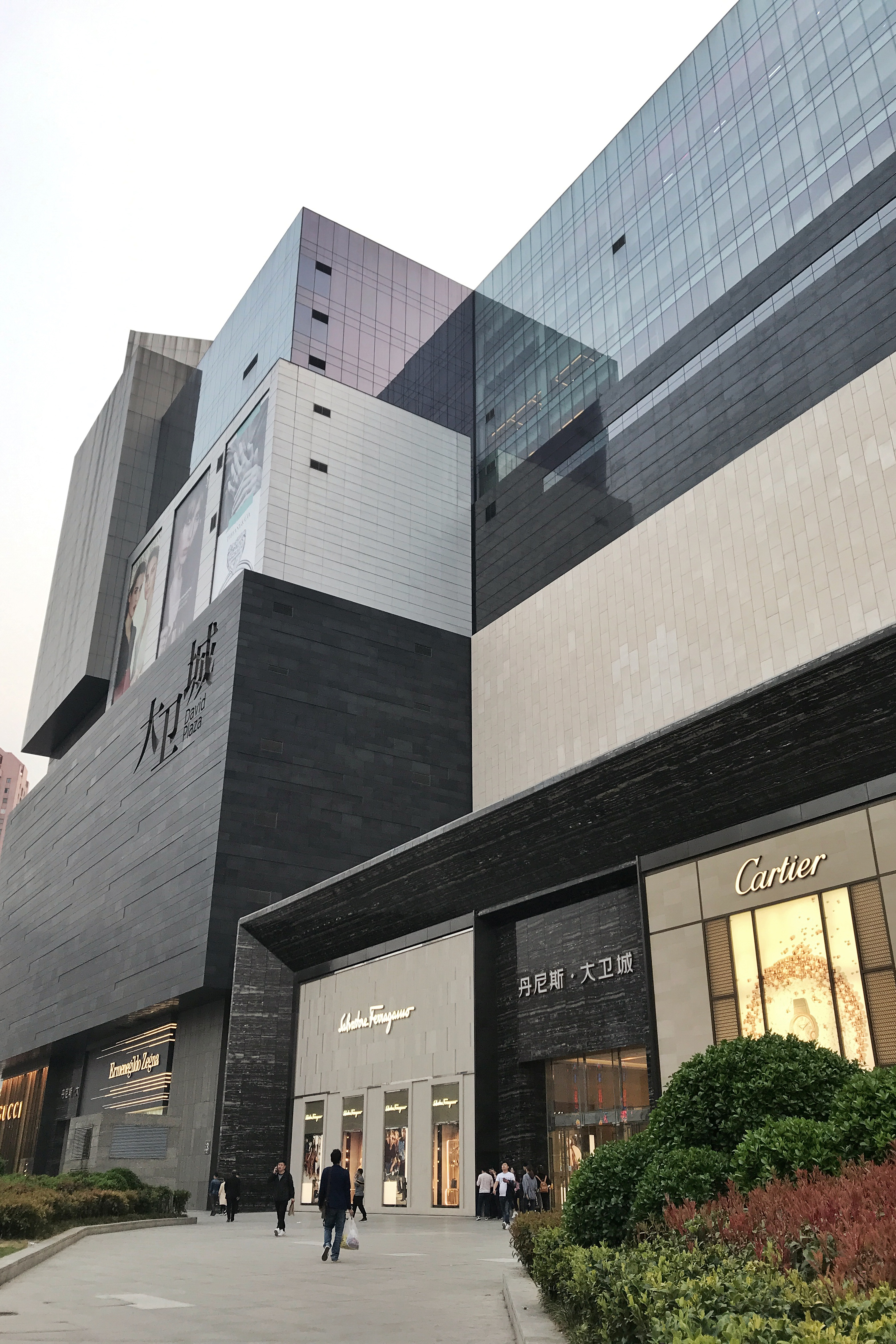
丹尼斯大卫城二七路一侧

丹尼斯大卫城，简称大卫城，是位于中国河南省郑州市二七路上的一家大型商业综合体，于2015年5月8日开业，由郑州丹尼斯百货有限公司开发运营。大卫城建筑面积约40万平方米，包括百货、国际精品店、国际进口超市、电影院、五星级酒店、娱乐餐饮和休闲会馆等，是郑州市最大及定位最高端的购物中心之一。2018年，大卫城年销售额为53亿人民币，为郑州市及河南省销售额最高的购物中心。

## 历史
丹尼斯大卫城所在地点前身为落成于1954年的河南人民剧院，曾经是郑州市重要的公共文化基础设施。2005年因旧城改造而拆迁。2007年，丹尼斯百货斥资近3亿元人民币，以均价超过每亩450万元的价格，分三次拿下原河南人民剧院及其西侧地块，并于2011年投资20亿元人民币启动大卫城项目。

## 楼层分布
丹尼斯大卫城地上部分由6层的裙楼、14层的A楼和24层的B楼组成，其中裙楼1-6层为购物中心（Mall区），A楼1-9层为丹尼斯百货，10-12层为餐饮，13-14层为办公区及会所，B楼7-24层为洲际酒店，现待开业中。地下共4层，其中B1层为拜特超市及轻食快餐，B2-B4层为地下停车场，设有2000个停车位。
1层以国际名店为主，包括路易威登、Gucci、Cartier、Tiffany & Co.、BVLGARI、Burberry等。百货部分的一楼则以美妆品牌专柜为主。
2-5层主要为一些时尚服饰品牌的店铺，间杂一部分轻食餐饮。此外，5层还设有总面积大约2000平米、冰上面积约为1000平米的冰上乐园，是郑州最大的室内真冰滑冰场之一。
6层设有CGV星聚汇影城，设有1个IMAX影厅和6个全金属银幕的3D影厅，共1253个座位。大卫城剧场亦设于6层，剧场内设有电动伸缩舞台、可旋转座椅，观众厅设有260个座位，为原河南人民剧院的原址恢复。此外，6层还设有多个电子科技品牌的店铺，如小米、微软和华为等。百货区的6层则以运动户外品牌为主。
7-9层只有百货区，其中7层为男装，8层为电子电器产品，9层为童装及儿童用品
10-12层均为餐饮，其中10层主要为一些小吃和地方特色美食，11-12层则以规模较大的餐厅为主，包括华豫川餐厅、西贝莜面村、豆捞坊、巴奴毛肚火锅、王品牛排等。
13-14层主要为会所及办公区域。

## 公共交通
| 郑州地铁 - 1号线：二七广场站 - 3号线：二七广场站、人民公园站 郑州公交 \| 百货大楼 \| 百货大楼 \| 百货大楼 \| 百货大楼 \| 百货大楼 \| \| 编号 \| 路线 \| 路线 \| 路线 \| 备注 \| \| -------- \| ---------------------- \| ---------------------- \| ---------------------- \| ------------------------- \| \| 6 \| 东赵公交站 \| ⇆ \| 火车站北港湾 \| \| \| 21 \| 德润路公交站 \| ⇆ \| 火车站南港湾 \| \| \| 28 \| 省体育中心 \| ⇆ \| 紫荆山金水路西 \| \| \| 34 \| 通达路西四环 \| ⇆ \| 火车站北港湾 \| \| \| G37 \| 兴国路公交站 \| ⇆ \| 会展中心 \| \| \| G78 \| 森林湖公交站 \| ⇆ \| 航海路中州大道 \| \| \| 89 \| 南四环中州大道 \| ⇆ \| 民主路北京华联 \| \| \| 100 \| 腊梅路公交站 \| ⇆ \| 紫荆山人民路 \| B2路支线 \| \| 101 \| 农业路中州大道 \| ⇆ \| 火车站北港湾 \| 原101路东线，曾为无轨电车 \| \| 256 \| 郑密路公交站 \| ⇆ \| 火车站西广场 \| \| \| 518 \| 姚庄公交站 \| ⇆ \| 火车站北港湾 \| \| \| 906 \| 佛岗村公交站 \| ⇆ \| 郑州海洋馆 \| \| \| 966 \| 已于2023年10月27日停办 \| 已于2023年10月27日停办 \| 已于2023年10月27日停办 \| 已于2023年10月27日停办 \| \| Y6 \| 东赵公交站 \| ⇆ \| 火车站北港湾 \| 夜间服务 \| \| Y21 \| 佛岗村公交站 \| ⇆ \| 紫荆山人民路 \| 夜间服务 \| |                        |                        |                        |                           |
| 百货大楼 |                        |                        |                        |                           |
| 编号 | 路线                   | 路线                   | 路线                   | 备注                      |
| 6 | 东赵公交站             | ⇆                      | 火车站北港湾           |                           |
| 21 | 德润路公交站           | ⇆                      | 火车站南港湾           |                           |
| 28 | 省体育中心             | ⇆                      | 紫荆山金水路西         |                           |
| 34 | 通达路西四环           | ⇆                      | 火车站北港湾           |                           |
| G37 | 兴国路公交站           | ⇆                      | 会展中心               |                           |
| G78 | 森林湖公交站           | ⇆                      | 航海路中州大道         |                           |
| 89 | 南四环中州大道         | ⇆                      | 民主路北京华联         |                           |
| 100 | 腊梅路公交站           | ⇆                      | 紫荆山人民路           | B2路支线                  |
| 101 | 农业路中州大道         | ⇆                      | 火车站北港湾           | 原101路东线，曾为无轨电车 |
| 256 | 郑密路公交站           | ⇆                      | 火车站西广场           |                           |
| 518 | 姚庄公交站             | ⇆                      | 火车站北港湾           |                           |
| 906 | 佛岗村公交站           | ⇆                      | 郑州海洋馆             |                           |
| 966 | 已于2023年10月27日停办 | 已于2023年10月27日停办 | 已于2023年10月27日停办 | 已于2023年10月27日停办    |
| Y6 | 东赵公交站             | ⇆                      | 火车站北港湾           | 夜间服务                  |
| Y21 | 佛岗村公交站           | ⇆                      | 紫荆山人民路           | 夜间服务                  |

## 图集

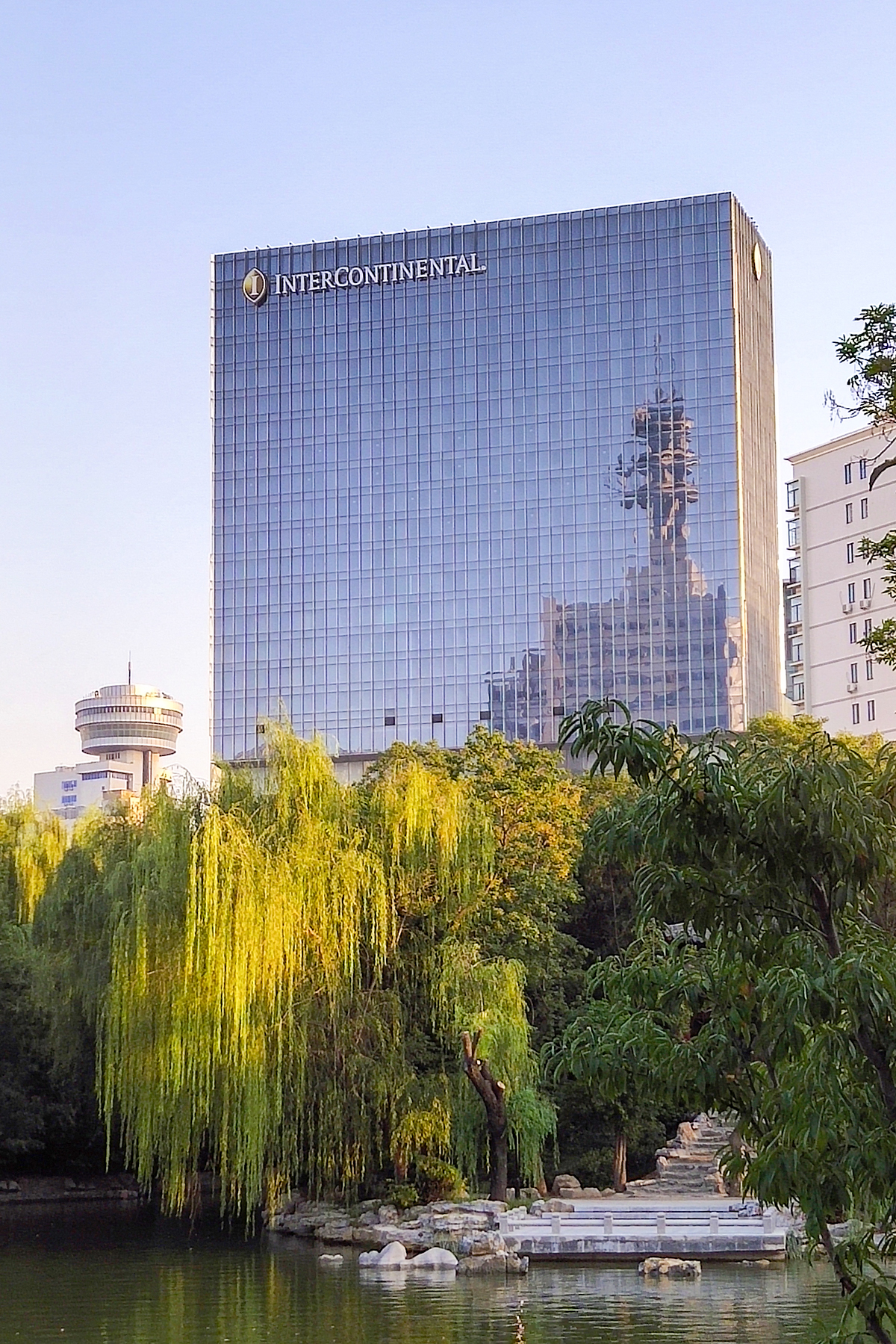
B楼的洲际酒店
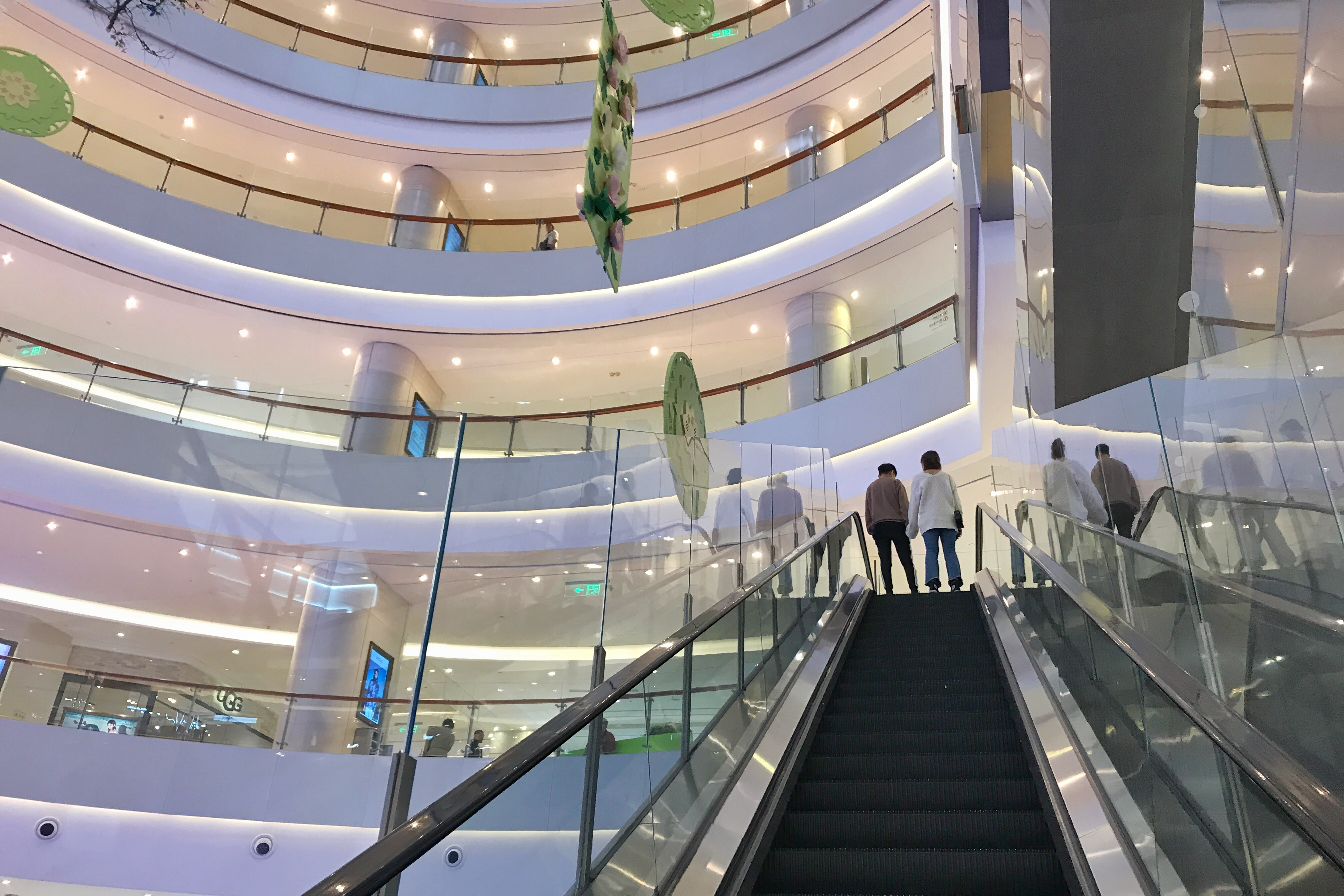
购物中心内部
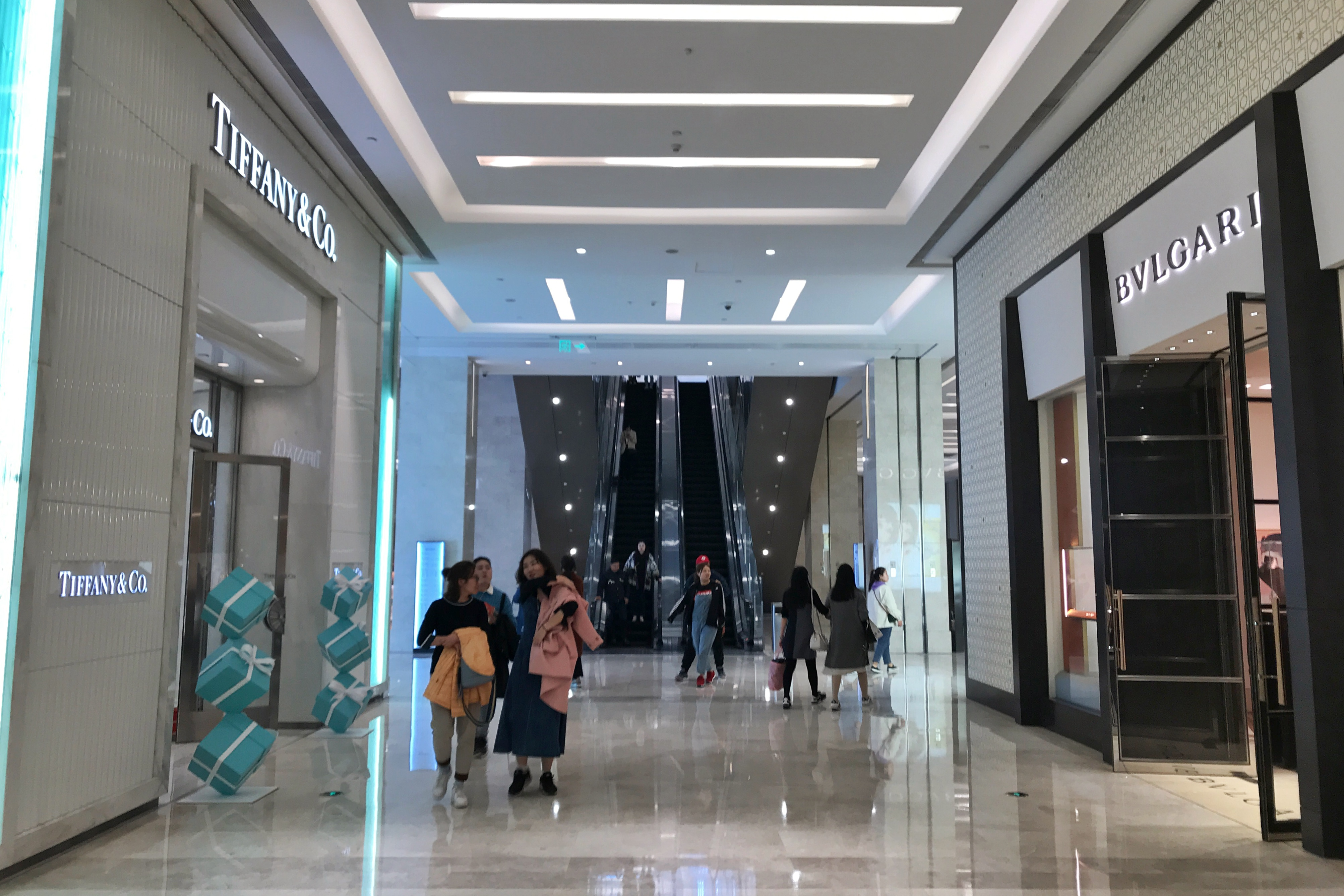
购物中心1层
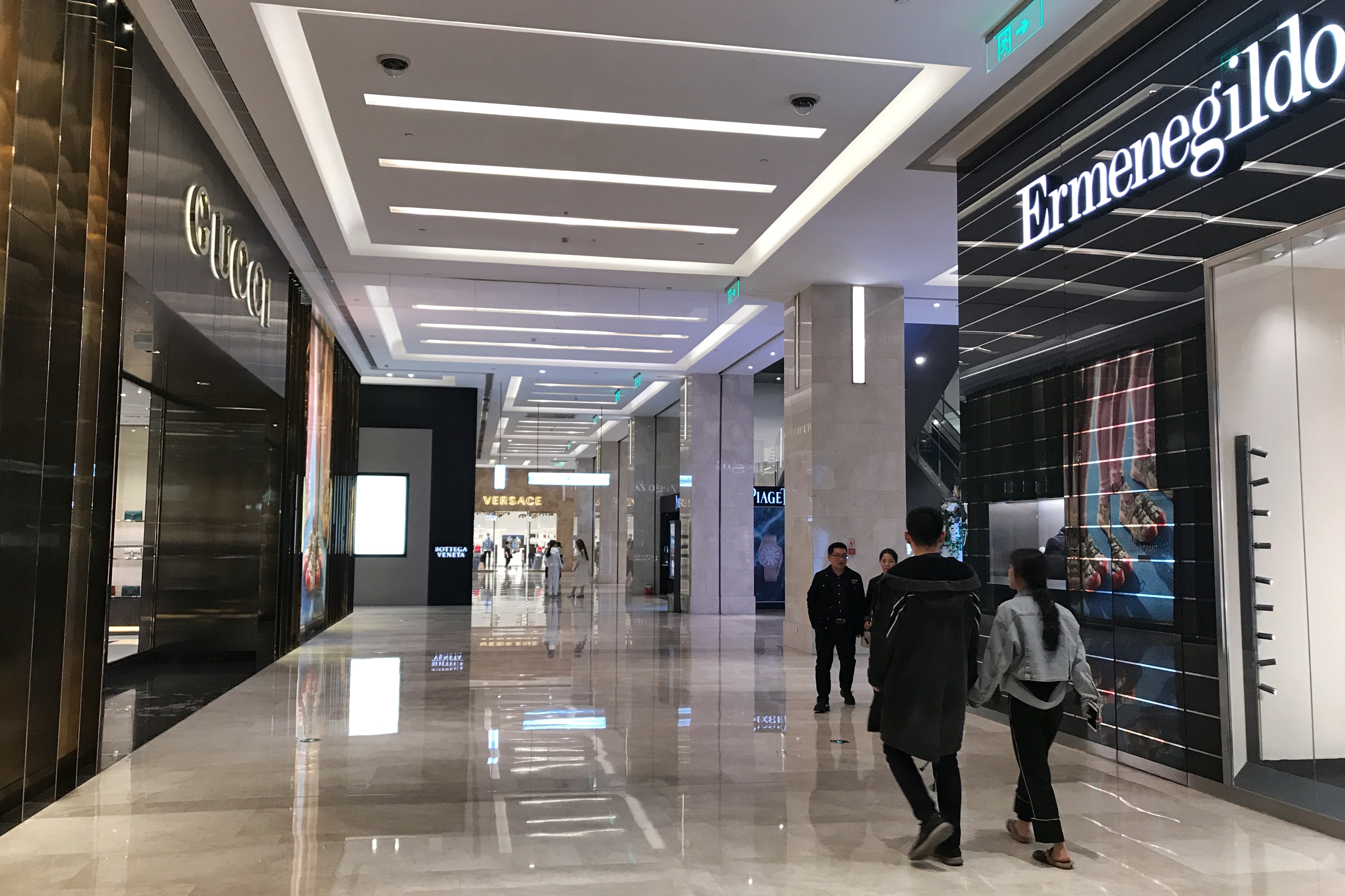
购物中心1层